# Cuirasatul Admiral Graf Spee

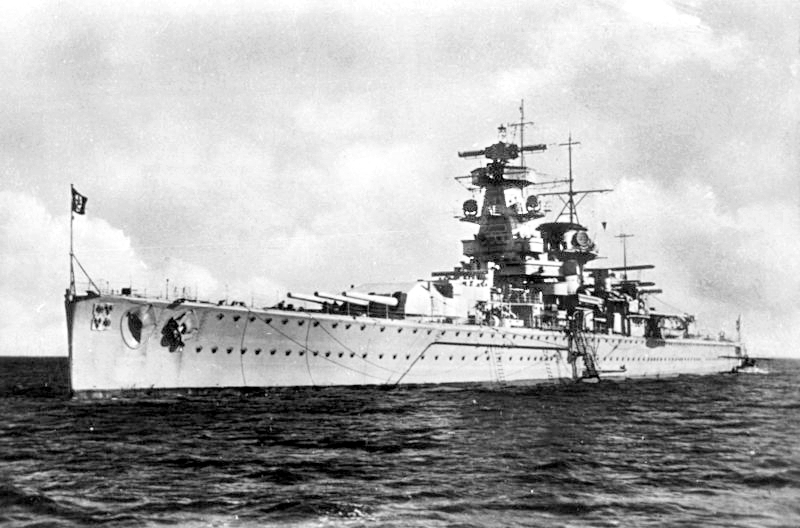
Cuirasatul Admiral Graf Spee

Cuirasatul Admiral Graf Spee a fost un cuirasat care a aparținut marinei de război germane. După ce Marea Britanie a declarat război Germaniei la izbucnirea celui de al doilea război mondial, cuirasatul a cauzat în Atlanticul de Sud pierderi însemnate navelor comerciale engleze. 
În decembrie 1939 la gura de vărsare a lui Río de la Plata (Uruguay), nava a ajuns într-o situație disperată (era în reparații pentru 48 de ore în portul Montevideo și nu era permisă o staționare mai mare într-un port neutru). Dar, două vase militare britanice mici, care puteau fi ușor înfrânte, stăteau la pândă. Cele mai apropiate nave de război (de luptă) britanice se aflau la o distanță mult prea mare ca să poată ajunge la timp. Atunci, amiralitatea britanică a recurs la o înșelăciune (dezinformare): a trimis celor două vase britanice mici informația că un vas mare de război și un avion se vor uni cu ele. Știau că amiralitatea germană și căpitanul german al Admiral Graf Spee vor descifra codul. De fapt, britanicii au folosit un cod care putea fi descifrat. Ca urmare, căpitanul german Hans Hans Langsdorff a dat ordin propriului echipaj să scufunde nava și apoi s-a sinucis.